# De vloer op
De vloer op was een Nederlands televisieprogramma van Human, dat in 2000 voor het eerst werd uitgezonden. Vanaf het begin werd het programma opgenomen in het Bimhuis in Amsterdam. Toen het oude Bimhuis op de Oudeschans gesloopt werd, maakte het programma een uitstap naar de Desmet Studio's te Amsterdam. Het programma werd de laatste jaren opgenomen in het nieuwe Bimhuis aan het IJ in Amsterdam. Steeds waren de opnames met livepubliek.

## Geschiedenis
De bedenker van het programma is regisseur Peter de Baan, die ook de regie en presentatie in handen had. Per aflevering werden drie ronden gespeeld. De Baan wees uit een per aflevering wisselende groep aanwezige acteurs twee of drie spelers aan, en droeg hun, pas op dat moment, een reëel thema of dilemma op dat De Baan eerder samen met zijn eindredacteur en regisseur bedacht had. De acteurs mochten zelf wat kleding en/of attributen uitzoeken en begonnen vervolgens direct zonder onderlinge afspraken aan de improvisatie. De uitkomst was de ene keer zeer humoristisch, dan weer was de improvisatie zeer treffend en emotioneel. Presentator De Baan bepaalde wanneer de ronde eindigde (“Oké, tot hier.”). Op 29 augustus 2020 werd in de allerlaatste aflevering door De Baan samen met de drie acteurs die er vanaf het begin bij waren, Stefan de Walle, Saskia Temmink en Gijs Scholten van Aschat, teruggekeken op de twintig jaar improvisatietheater op tv van "De vloer op" en werden hun favoriete scènes getoond. Ze vertelden wat het programma hen heeft gebracht. Ten slotte werd online bekend gemaakt welke scène van De vloer op Op door het publiek gekozen is als favoriet.

## De vloer op in het theater
Vanaf seizoen 2018-2019 toerde De vloer op ook door de Nederlandse theaters. Ook de theaterversie stond onder leiding van Peter de Baan. Daarnaast ging De Baan in op het vak van acteur en gaf hij een kijkje in de keuken. Deze theaterversie werd ook uitgevoerd in seizoen 2020-2021 en 2022-2023. Ook in seizoen 2023-2024 zal De vloer op weer te zien zijn in verschillende theaters. De theaterversie werd gebracht door Hummelinck Stuurman [ondertussen Kobra Theaterproducties].

## De vloer op jr.
Sinds 2012 bestaat er ook een versie van het programma waarin kinderen en jongeren meespelen, getiteld De vloer op jr.. Samen met een aantal volwassenen acteurs die de vaste kern uitmaken van het normale programma, improviseren jonge talenten. Vaak worden er situaties uit het kinderleven gespeeld. De eerste jaren werd het programma gepresenteerd door acteur Leopold Witte, sinds enkele jaren heeft acteur Yannick van de Velde de regie. In 2019 wordt Van de Velde opgevolgd door een nieuwe presentator. De vloer op jr. wordt uitgezonden op NPO Zapp.

## Afleveringen
Seizoen 2007
- Laatste voorstelling, De acteur en de dood
- Chinese lever, Korte metten, Alleen nog everzwijn
- Klaar!, Jongere vriendin, Zwarte koppies
- Even niet, Verlegen, Genezen/opgegeven
- Vreemdgaan, Uit de kom, Inburgeringsexamen
- Het is mijn begrafenis, Boezemvriend, Goeroe
- Boete doen, Kind? Carrière?, Burenliefde
- Verkeerde diagnose, Geen seks meer, Kinderpartijtje
- Thaise import, Van de trap gevallen, Het mes op de keel
- Niets gezien niets gedaan, De sorryman, Arabische collega
- Machtsspel, Slecht nieuws, Komt een man bij de dokter
- Leider nodig, Adviesbureau, Te veel doden (De vloer op Democratie)
- Schooladvies, Star Trek, Niet met mij (De vloer op Democratie)
- Verblijfsvergunning, Verhaal halen, Langs de lijn

Seizoen 2008
- Mijn leven als Moslima, Slootvrees, Tongen
- Eerst een oester, Uitbehandeld, Lekker zoenen
- Jos Houtwol, Illegale vracht, Indringer
- Huwelijkstherapie, Zie je mij echt?, Vandaag vier ik feest, Donorcodicil
- Eerste keer, Verzet, Mr. Proper[3]
- RespeKt!, Scene maken, Sylvia's geheim, Zaaddonor
- Straatprijs, Rauw, Ieder voor zich
- Boer zoekt vrouw, Oerman, Clownsverdriet
- Aanklacht, Leraar in opstand, In de wachtkamer

Seizoen 2009
- Slootvrees (HH), Jos Houtwol (HH), RespeKt! (HH)
- Schoolplein, Twee mannen, Ontslag creatief
- Meester, Mensenvlees, Kredietcrisis
- Priester, Oppas, Date
- Zure Appels, Kindervriend, Exen
- Grafrede, Vader, Croissants
- We noemen hem Mohammed, Souterrain, Ex
- Coach, Troost, Onbemiddelbaar
- Zinloos geweld, Bulgaars, Medische misser
- Recensent, Duo, Held
- Appeltaart, Password, Uit

Seizoen 2010
- Finale, Mijn kind, Laatste nacht 1 (De vloer op in Zuid-Afrika)
- Mijn land, schuld, Hart, Laatste nacht 2 (De vloer op in Zuid-Afrika)
- Hoogbegaafd, Bankiers, Geen mening
- Chaos beneden, Meissie, In therapie 2010
- Burentroost, fan, 50
- Aan de hemelpoort, In de gloria, Promotie
- Overbodig, puffen, Na de begrafenis
- De uitdaging, Auditie, Niet geil, Een miljoen
- De Iraanse bruid, Undercover, Koeien knuffelen

Seizoen 2012
- De Staat van Zijn, Pappa & Pappa, Lekkertje
- Premier, Personal Assistent, Te Vroeg
- Mannending, Neuken!, Rolstoel
- Vergeven, Woeste Marokkaan 1, Te Laat, Woeste Marokkaan 2
- Marilyn Monroe, Boezemvrienden, Autist
- Aan de Vrouw, Geen Seks, Klagen
- Sauna, In hart en nieren, Succes, Therapie
- Wijn proeven, Kreng, Monster
- Ouwe vlam, Gezichtsverlies, Alleen Seks
- Premier, Personal Assistent, Te Vroeg (herhaling)
- Fractieberaad, Ontslagcoach, Nachtdienst
- Schoolplein (herhaling)
- Jos Houtwol (herhaling)
- Chaos beneden (herhaling)

Seizoen 2013
- Succesvrouwen, Knal me d'r uit, Johan op de bug
- Wijn proeven, Kreng, Monster (herhaling)
- Mannending, Neuken!, Rolstoel (herhaling)
- Marilyn Monroe, Boezemvrienden, Autist (herhaling)
- Aan de Vrouw, Geen Seks, Klagen (herhaling)
- Sauna, In hart en nieren, Succes, Therapie (herhaling)
- Echte vrienden, 2010, Neuken jr.
- Graaiers, Nieuwe maagd, From Russia with love
- Mooi exemplaar, Vrijdagmiddagborrel, Gebroken man
- Afscheid, Vieze spons, Waanzinnige seks
- Erotische tinten, Mooie ogen, 15 minutes of fame
- Tijd, Mijn/jouw baby, Eerste date
- Te lief, Geen seks, Fan, Sky high
- De hondentrainer, Een grens over, Canada
- Reality, Onderzoeksfraude, Terugbetalen
- Afscheid, Vieze spons, Waanzinnige seks (herhaling)

Seizoen 2014
- Zorgvader, Amber Alert, Bambi
- Vader gaat stappen, Hoofdseks, Wie van de twee?, Voor alles bang
- Ik was het gewoon vergeten, Liefde op het spoor, Hond is dood
- Medisch foutje, IJskoude liefde, Wat is dat nou 50 jaar?
- Een man een man, Het spijt me echt, En ... dan ben jij Alexander
- Het spijt me pap, Groot is mooi, Z'n derde vrouw
- 't Is koud hier, Ze willen me toch wel, Vlieland
- Daten op leeftijd, Ik hou het, Broertjes
- We hebben iets te vieren, Ze was lief, Duitse verleidingen
- Eenzaam en allen, Liever dood, De jongste vlam
- Ik ga bij je weg, Jij reed..., Stedentripje
- Vader gaat stappen, Hoofdseks, Wie van de twee?, Voor alles bang (herhaling)
- Ik was het gewoon vergeten, Liefde op het spoor, Hond is dood (herhaling)
- Medisch foutje, IJskoude liefde, Wat is dat nou 50 jaar? (herhaling)
- Een man een man, Het spijt me echt, En ... dan ben jij Alexander (herhaling)

Seizoen 2015
- Het spijt me pap, Groot is mooi, Z'n derde vrouw (herhaling)
- Eenzaam en allen, Liever dood, De jongste vlam (herhaling)
- Laatste eer, Waar of niet waar, Vreemdgangers
- Tweede scheiding, Kamer te weinig, Srebrenica
- Wunderbaum, De grens over, Worst
- Eindelijk dood, Heel Amsterdam, Natuurlijk, Alexander
- Nice, Naaktgeboren, Vervroegd vrij
- Gestrand, Pappa, In de kast
- Toontje later, Gedumpt, Ware liefde
- PVV Jr., Mannen eerst, Gril
- Een geweldige man, Jakarta, Bonus
- Scheids, Zo doen wij dat, Nieuwe hobby
- Laatste eer, Waar of niet waar, Vreemdgangers (herhaling)

Seizoen 2016
- Nice, Naaktgeboren, Vervroegd vrij (herhaling)
- We hebben iets te vieren, Ze was lief, Duitse verleidingen (herhaling)
- Echte vrienden, 2040, Neuken JR. (herhaling)
- Een man een man, Het spijt me echt, En. ... dan ben jij Alexander (herhaling)
- De staat van zijn, Papa & Papa, Lekkertje (herhaling)
- Daten op leeftijd, Ik hou het, Broertjes (herhaling)
- Te lief, Geen seks, Fan, Sky high (herhaling)
- Ik was 't gewoon vergeten, Liefde op het spoor, Hond is dood (herhaling)
- 't Is koud hier, Ze willen me toch wel, Vlieland (herhaling)
- Eenzaam en alleen, Liever dood, De jongste vlam (herhaling)

Seizoen 2018
| Datum           | Titel                  | Acteurs                                     |
| --------------- | ---------------------- | ------------------------------------------- |
| 1 juni 2018     | Seks over de grens     | Sanne den Hartogh en Fabian Jansen          |
| 1 juni 2018     | Het spijt me           | Saskia Temmink en Gijs Scholten van Aschat  |
| 1 juni 2018     | Afgewezen vrijwilliger | Anniek Pheifer en Pierre Bokma              |
| 8 juni 2018     | Madame Macron          | Carly Wijs en Sanne den Hartogh             |
| 8 juni 2018     | Bijbel en Koran        | Yannick van de Velde en Sanne den Hartogh   |
| 8 juni 2018     | Thuiszorg-engel        | Shahine El-Hamus en Anniek Pheifer          |
| 15 juni 2018    | De methode Kempers     | Anna van Raadsveld en Yannick van de Velde  |
| 15 juni 2018    | Moord                  | Anna van Raadsveld en Sanne den Hartogh     |
| 15 juni 2018    | Geen leven meer        | Gijs Scholten van Aschat en Fabian Jansen   |
| 22 juni 2018    | Thierry B.             | Carly Wijs en Anna van Raadsveld            |
| 22 juni 2018    | Oude vlammen           | Pierre Bokma en Peter Blok                  |
| 22 juni 2018    | Naar Marokko           | Romana Vrede en Gijs Scholten van Aschat    |
| 29 juni 2018    | Jehova redt            | Yannick van de Velde en Peter Blok          |
| 29 juni 2018    | Vrije Man              | Guy Clemens en Saskia Temmink               |
| 29 juni 2019    | Pierewaaien            | Anna Raadsveld en Peter Blok                |
| 6 juli 2018     | Halve sterrenkok       | Pierre Bokma en Yannick van de Velde        |
| 6 juli 2018     | Matties                | Sanne den Hartogh en Achmed Akkabi          |
| 6 juli 2018     | Onzichtbare hulp       | Anniek Pheifer en Peter Blok                |
| 13 juli 2018    | Steeds banger          | Peter Blok en Stefan de Walle               |
| 13 juli 2018    | #Metoo                 | Fabian Jansen en Anniek Pheifer             |
| 13 juli 2018    | Alleen maar schulden   | Fabian Jansen en Stefan de Walle            |
| 20 juli 2018    | Vriendendienst         | Stefan de Walle en Gijs Scholten van Aschat |
| 20 juli 2018    | Nieuw liefje           | Romana Vrede en Saskia Temmink              |
| 20 juli 2018    | Verplichte diversiteit | Yannick van de Velde en Achmed Akkabi       |
| 27 juli 2018    | Laatste glas           | Saskia Temmink en Peter Blok                |
| 27 juli 2018    | We horen hier          | Fabian Jansen en Saskia Temmink             |
| 27 juli 2018    | Ze is veertien         | Peter Blok en Guy Clemens                   |
| 3 augustus 2018 | Vrouwennijd            | Eva van der Gucht en Anniek Pheifer         |
| 3 augustus 2018 | Teken jij?             | Saskia Temmink en Stefan de Walle           |
| 3 augustus 2018 | Vega                   | Yannick van de Velde en Anniek Pheifer      |

## Muziek
In de leader en aftiteling werd het nummer Big Mondays van New Cool Collective gebruikt.

## Acteurs
De volgende acteurs zijn één of meerdere malen te zien geweest in De vloer op:
- Achmed Akkabi
- Anna Raadsveld
- Mohammed Azaay
- Peter Blok
- Pierre Bokma
- Guy Clemens
- Nasrdin Dchar
- Jacob Derwig
- Tijn Docter
- Tamar van den Dop
- Eva Van Der Gucht
- Sabrina van Halderen
- Sanne den Hartogh
- Pauline Greidanus
- Shanine El-Hamus
- Maarten Heijmans
- Marcel Hensema
- Katja Herbers
- Fabian Jansen
- Gaite Jansen
- Wendell Jaspers
- Marijn Klaver
- Joost Koning
- Hadewych Minis
- Johnny de Mol
- Gijs Naber
- Mimoun Oaïssa
- Loek Peters
- Anniek Pheifer
- Sylvia Poorta
- Anne Prakke
- Tjitske Reidinga
- Margôt Ros
- Elise Schaap
- Esther Scheldwacht
- Gijs Scholten van Aschat
- Sieger Sloot
- Els Ingeborg Smits
- Jaap Spijkers
- Jeroen Spitzenberger
- Huub Stapel
- Marie Louise Stheins
- Ferdi Stofmeel
- Marleen Stolz
- Saskia Temmink
- Lies Visschedijk
- Yannick van de Velde
- Romana Vrede
- Stefan de Walle
- Egbert-Jan Weeber
- Carly Wijs
- Wimie Wilhelm
- Sophie van Winden
- Leopold Witte
- Helmert Woudenberg
- Loes Wouterson